# 小野寺洋介山
小野寺 洋介山（おのでら ようすけざん、1981年3月11日 - ）は、日本の元プロボクサー。本名は小野寺 正明（おのでら まさあき）。宮城県本吉郡本吉町（現・気仙沼市）出身。前日本スーパーライト級王者。オサムボクシングジム所属。

## 来歴
宮城県本吉響高等学校時代は野球部在籍し投手として活躍。
20歳で入門し22歳の2003年8月12日、小野寺正明としてプロデビュー。
2004年11月3日、5回TKO勝利で東日本ライト級新人王獲得。
2004年12月19日、全日本ライト級新人王獲得。
2005年、ジムの先輩西島洋介山にあやかり、リングネームを「小野寺洋介山」とする。
2005年8月30日、B級トーナメントウェルター級準決勝で中川大資（帝拳）に3-0の判定勝利を収め、10月26日の決勝では沼田康司（トクホン真闘）に3-0の判定勝利を収めた。
2006年12月9日、B:Tight!ライト級決勝で小木曽研二（塚原京都）に4回TKO勝利を収めた。
2007年2月10日、中森宏（平中）に7回TKO負けを喫し、デビュー以来の連勝記録は16で止まった。
2009年4月4日、第30回チャンピオンカーニバルで13度の同級王座防衛記録を持つ木村登勇（横浜光）に判定勝ちし、日本スーパーライト級王座を獲得した。小野寺はこの試合に対し、4月23日選考の同チャンピオンカーニバル殊勲賞および東日本ボクシング協会の平成21年4月度月間最優秀選手賞を受けた。またこの勝利により、WBA世界同級14位にランクされた。
2009年8月10日、後楽園ホールに於いて3位の和宇慶勇二（ワタナベ）と対戦し、3Rにダウンを奪って3-0の判定勝利で初防衛に成功した。
2009年12月14日、後楽園ホールに於いて12位の西尾彰人（姫路）と対戦し、6RTKO勝利で2度目の防衛に成功した。
2010年4月12日、3度目の防衛戦で、同級1位の亀海喜寛（帝拳）と対戦し、9RTKOで敗れて3度目の防衛に失敗し王座から陥落した。
2011年3月11日、30歳の誕生日を迎えた日に現役引退を表明。

## 獲得タイトル
- 第61回東日本ライト級新人王
- 第51回全日本ライト級新人王
- 第19回KSD杯争奪B級トーナメントウェルター級優勝
- 第3回B:Tight!ライト級優勝
- 第32代日本スーパーライト級王座（防衛2）